# Knock on Any Door
Knock on Any Door (1949) es un largometraje dramático estadounidense dirigido por Nicholas Ray, y protagonizado por Humphrey Bogart. Fue producido por la compañía productora que Bogart acababa de abrir: Santana Productions.